# Henri Belena
Henri Belena (né le 4 décembre 1940 à Madrid et mort le 16 mai 2020 à Troyes,) est un ancien coureur cycliste hispano-français.

## Biographie
Belena avait la nationalité espagnole jusqu'au 15 avril 1960 et est ensuite devenu citoyen français. Membre de l'UV Aube, il remporte avec elle le Prix des Halles à Dijon en 1958, et le Grand Prix des Amis du Cyclisme en 1960. Il termine deuxième de la classique auboise Paris-Troyes en 1960. Il prend la troisième place du classement final du Tour de Guadeloupe en 1961.
Toujours en 1961, Belena termine second du championnat du monde sur route amateur à Berne. Âgé de 20 ans, il n'est devancé au sprint que par son compatriote et cadet d'un an Jean Jourden.
Après avoir été champion de France militaires en 1962, Belena disparaît des listes de résultats connus du cyclisme. En 1963, il devient professionnel en rejoignant l'équipe française Saint-Raphaël-Gitane-R. Geminiani, aux côtés de Jacques Anquetil et de l'Allemand Rudi Altig. À l'expiration de son contrat avec Saint-Raphaël-Gitane, il disparaît complètement du milieu cycliste.

## Palmarès
- 1959
  - Tour d'Eure-et-Loir :
    - Classement général
    - 1re étape

  - 1re étape du Tour de la Haute-Marne
  - 2e de Paris-Briare
  - 3e du Tour de la Haute-Marne
- 1960
  - Grand Prix de Tourteron
  - Grand Prix des Amis du Cyclisme
  - Une étape de la Flèche du Sud
  - Une étape du Circuit des Ardennes
  - 2e de Paris-Troyes
- 1961
  - Prix des Œufs Durs
  - Paris-Briare
  - 5e étape de la Route de France
  -  Médaillé d'argent du championnat du monde sur route amateurs
  - 3e du Tour de Guadeloupe
  - 3e du championnat de France sur route amateurs
- 1962
  -  Champion de France militaires
  - Prix de La Charité-sur-Loire